# Sébastien Marnier
Sébastien Marnier (nascut el 22 de setembre de 1977) és un director de cinema i guionista francès, més conegut per la seva pel·lícula de 2022 L'Origine du mal.

## Biografia
Llicenciat a la Universitat París 8. Vincennes - Saint-Denis, va ser col·laborador de la pel·lícula de Michel Reilhac de 2002 Polissons et galipettes, i va codirigir dos curtmetratges, Le Grand Avoir) i Le Beau Jacques, amb Élise Griffon. Com a director emergent novell, però, va tenir dificultats per aconseguir finançament per fer un llargmetratge i es va dedicar a altres feines durant uns quants anys.
El 2011 va publicar la novel·la Mimi. El 2013, la novel·la va guanyar el Prix du roman gai a la millor novel·la de temàtica LGBT publicada a França i Bèlgica en les cinc anteriors anys.Posteriorment va col·laborar amb Caroline Lunoir, Fanny Saintenoy i Anne-Sophie Stefanini en la novel·la col·lectiva Qu4tre, i va publicar la novel·la Une vie de petits-fours i la novel·la gràfica Salaire net et monde de brutes, que es va inspirar en el seu propi historial laboral de treball temporal i temporal.
Irréprochable, el seu debut com a director, es va estrenar el 2016. La van seguir L'heure de la sortie el 2018, i L'Origine du mal el 2022.
L'Origine du mal va guanyar el premi a la millor pel·lícula al Frameline Film Festival de 2023.

## Filmografia
- 2002 - Polissons et galipettes, col·laboració amb Michel Reilhac
- 2002 - Le Grand Avoir, coescrit i dirigit amb Élise Griffon (currt)
- 2003 - Le Beau Jacques, coescrit i dirigit amb Élise Griffon (curt)
- 2016 - Irréprochable
- 2018 - L'heure de la sortie
- 2022 - L'Origine du mal

### Guionista
- 2016 : Salaire net et monde de brut (sèrie de televisió per Arte), escrit amb Élise Griffon

## Publicacions

### Novel·la
- Mimi, éditions Fayard, 2011, Prix du roman gay 2013
- Une vie de petits fours, éditions Jean-Claude Lattès, 2013
- Qu4tre, coescrit amb Caroline Lunoir, Fanny Saintenoy i Anne-Sophie Stefanini, éditions Fayard, 2013

### Teatre
- 2016 : Miss Carpenter, coescrit amb Marianne James